# Bartolomé de la Cueva y Toledo
Bartolomé de la Cueva y Toledo (ur. 24 sierpnia 1499 w Cuéllar, zm. 29 albo 30 czerwca 1562 w Rzymie) – hiszpański kardynał.

## Życiorys
Urodził się 24 sierpnia 1499 roku w Cuéllar, jako syn Francisca Fernándeza de la Cuevy. Uzyskał doktorat utroque iure i został ojcem nieślubnego dziecka – Bartolomé de la Cuevy. 19 grudnia 1544 roku został kreowany kardynałem prezbiterem i otrzymał kościół tytularny San Matteo in Merulana. Karol V, poirytowany faktem, że Pedro Pacheco de Villena nie został kardynałem, zakazał trzem hiszpańskim purpuratom noszenia szat kardynalskich do czasu promocji swojego protegowanego. W latach 1548–1549 był administratorem apostolskim Avellino i Frigento. W okresie 1554–1555 pełnił funkcję kamerlinga Kolegium Kardynałów, a w latach 1558–1559 – wicekróla Neapolu. W 1562 roku został arcybiskupem Manfredonii. Zmarł 29 albo 30 czerwca 1562 roku w Rzymie.